# Geu nom-eun meos-is-eotda
Geu nom-eun meos-is-eotda (그 놈은 멋있었다?), noto anche con il titolo internazionale He Was Cool, è un film del 2004 scritto e diretto da Lee Hwan-kyung.

## Trama
Han Ye-won è una ragazza allegra e goffa, mentre Ji Eun-sung è introverso e manesco; tentando di fuggire da lui, che l'aveva minacciata, Ye-won finisce per cadere su di lui e baciarlo; dato che Eun-sung non era mai stato baciato da nessuno prima di quel momento, decide di obbligare la ragazza a sposarlo.